# 용인 고안리 분청사기도요지
용인 고안리 분청사기도요지(龍仁 高安里 粉靑沙器陶窯址)는 대한민국 경기도 용인시 처인구 백암면에 있는 조선시대의 분청사기도요지이다. 1985년 6월 28일 경기도의 문화재자료 제65호로 지정되었다.

## 개요
요지란 자기나 기와, 그릇을 만들어 굽던 가마터를 말한다.
이 가마터는 백암면 지내마을 남쪽 야산의 산기슭에 있으며, 아직 학계에는 잘 알려지지 않았다. 현재 가마터는 남북 방향으로 폭 15m, 길이 30m 정도의 언덕을 이루고 있다. 언덕 위에는 나무들이 자라고 있으나, 땅 속에 많은 양의 분청사기 조각 및 가마벽 조각, 가마 폐기물들이 쌓여 있다. 이곳에서 출토되는 것은 무늬없는 청자류·상감 분청사기류·인화 분청사기류가 있고, 그릇 종류는 사발·대접류가 대부분이며, 제기류나 접시·항아리, 병 조각들도 약간씩 있다. 이 중 사발·대접류는 그릇 형태가 풍만하고 당당한 조선시대 전기의 전형적인 모습을 하고 있다.
고안리 분청사기 가마터는 15세기경에 소규모로 운영된 경기도의 분청사기 가마터 중의 하나로 추정되며, 경기도 광주지역 가마터와도 관련을 지을 수 있는 조선 초기 가마터이다.

## 참고 문헌
- 용인 고안리 분청사기도요지 - 국가유산청 국가유산포털